# Аргай (мультсериал)
«Арга́й» (фр. «Argaï: La prophétie», англ. «Argai: The Prophecy») — французский мультсериал, снятый в 2000 году. Сериал повествует о приключениях Аргая, принца вымышленного средневекового королевства Тирлох.

## Сюжет
Рассказ начинается в королевстве Тирлох в 1250 году. Злая королева Варваров ведет войну против короля Тирлоха Хара и его сына Аргая. Ореала сохраняет своё бессмертие, забирая у юных девушек их молодость и красоту. Очередной жертвой злодейки становится прекрасная пастушка Энжел, невеста принца Аргая. Желая пробудить возлюбленную от колдовства, Аргай обращается за помощью к книге пророчеств, в которой рассказана вся его судьба. Следуя стихам таинственной книги которую давным-давно написал один монах, он попадает в Нью-Йорк 2075 года, где знакомится с детективом Оскаром Лайтбалбом, его помощником Барнаби и секретаршей Муни Мун, и те соглашаются ему помочь.

## Список серий
- Глава I. Принц Аргай

Тирлох, 1250 год: Королева Ореала отравила Энжел. Нью-Йорк, 2075 год: вор в маске находит среди мусорных баков принца без сознания и пытается ограбить его. Принц оказывается проворнее вора и спрашивает того где он находится, на что вор отвечает принцу, что они в Нью-Йорке, а год—2075. Пока принц приходил в себя от шока, вор успевает позвать полицейских наговорив, что принц пытается его ограбить. Принцу пришлось бежать, и в первом попавшемся доме ему удается скрыться в квартире частных детективов Оскара Лайтбалба и Барнаби, которые успевают спрятать принца от полиции. Принц, представившийся Аргаем, рассказывает детективам свою историю на приборе мыслеграфе. Тем временем Гекко, слуга Чёрной Королевы, находит золотую монету, выпавшую из мешка-кошелька Аргая и показывает её своей Королеве. Чёрная Королева приказывает Гекко найти ей этого принца.  
- Глава II. Вор в маске

Оскар и Барнаби пытаются найти вора в маске раньше полиции. Тем временем полиция снова обыскивает квартиры, включая квартиру детективов, но безрезультатно, поскольку Аргай с секретаршей Муни Мун успевают спрятаться. Тем временем Оскар и Барнаби с вором пытаются скрыться от полиции, но во время погони вор в маске погибает из-за взрыва устроенного роботом-полицейским. Гекко приказывает проверить через мыслеграф всех жильцов дома, где в последний раз видели подозреваемого принца.
- Глава III. Нью-Йорк, 2075

Оскару Лайтбалбу приходит повестка с требованием явиться в управление полиции для идентификации. Оскар решает отправиться к Гектору, чтобы тот помог ему стереть из памяти принца Аргая, а Барнаби с принцем отправляются в Чайна-таун к криминальному боссу района Паше. Принцу за золотые монеты делают поддельное удостоверение личности на имя мистер Шанс, а также дают конверт с 20 000$. У Гектора Оскар узнает, что Хаксли Барнс создал машину времени, и за это был отправлен на планету F-107. Ночью полиция арестовывает Оскара у бара Королевы. Паша дает Барнаби и Аргаю лучшего пилота, Капитана. Пилот, Барнаби и Аргай, забрав Муни Мун, сумели оторваться от полиции и направились на мятежную планету. Но Гекко-2, созданный доктором Заркилом на замену предыдущему Гекко отправляет в погоню за беглецами чёрную гвардию.
- Глава IV. F-107

Оскара доставляют на планету F-107, и там детективу удается поговорить с заключенным Бенджамином, который подсказывает где искать Хаксли. Тем временем Аргай со своими друзьями высаживаются на мятежную планету и знакомятся с принцессой Лорелайд, и та дает им планы чертежи тюрьмы F-107. Прилетев на планету F-107, Аргаю удается спасти Оскара, но вынужден оставить там Хаксли, поскольку тот не смог двигаться дальше.
- Глава V. Большое путешествие

Аргай с детективами возвращаются в Нью-Йорк к Паше, и там встречают Гекко, решивший предать Чёрную Королеву. Он показывает Аргаю с друзьями, где находится машина времени. Аргаю с друзьями удается вовремя переместиться в 1250 год, но Чёрная Королева с новым слугой Гекко-2 и гномами отправляется вслед за ними.
- Глава VI. Собор Нотр-Дам

Добравшись до Парижа Аргай с друзьями узнают, что монаха Грегори арестовали за колдовство, и приговорили к сожжению на костре. Аргай отправляется спасать монаха, а Оскар с Барнаби в Соборе Нотр-Дама находят ту самую книгу пророчества, и успевают скопировать её но не успевают уничтожить её, так как она попадает в руки Чёрной королевы.
- Глава VII. Корень мандрагоры

Паша дает Аргаю и друзьям убежище у антикварщика мистера Чу. Барнаби с Аргаем отправляются на берега Амазонки, чтобы найти корень мандрагоры. Паша тем временем отправляет Капитана освободить Хаксли Барнса. Барнаби берут в плен мутанты-людоеды Монаки, но его выручает Аргай, который находит настоящий корень благодаря совету доброго лесного духа, а ненастоящий разрубает, что вызывает приступ боли у Чёрной Королевы. После недолгой борьбы с дикарями, Аргая с Барнаби забирает Оскар и все трое возвращаются в Нью-Йорк и встречаются с освобожденным Хаксли Барнсом.
- Глава VIII. Амулет фараона

Аргай, Барнаби и Оскар возвращаются в Египет 1250 года, чтобы найти в пирамидах амулет фараона. Гекко-2 также  отправляется в прошлое, чтобы помешать найти второй ингредиент. Тем временем Чёрная Королева приказывает полиции найти Пашу и друзей Аргая, но успехов полицейским достичь не удалось, вдобавок одна из полицейских машин была взорвана в центре Чайна-тауна, за что Королева приказала деактивировать двух роботов-полицейских и сжечь один из домов. Аргай с Оскаром и Барнаби находят амулет, но во время схватки с противниками Аргай теряет свой меч, а после попадают в плен к Чёрной Королеве, которая приняла на себя образ египетского жреца. Барнаби отдает ей безделушку найденную в гробнице. Аргаю удается избавиться от веревок и освободить детективов, и чудом сбегают Чёрной Королевы и возвращаются в 2075 год.
- Глава IX. Тропа возмездия

Аргай, Оскар, Барнаби и Муни Мун отправляются в Иерусалим 1250 года, чтобы найти согласно книге пророчества Золотой Кубок. Перед путешествием мистер Чу дает Аргаю новый меч,  принадлежавший королю Артуру взамен утерянного. В Иерусалиме друзья разделились, Аргай и Барнаби отправляются искать Чашу Грааля, но попадают в плен к сельджукам, которые затачивают обоих в тюрьму, где томится Арнадо Бодекур, рыцарь ордена тамплиеров, плененного во время крестового похода. Крестоносец рассказывает, что воевал на стороне короля Хара, и что тому удалось бежать в неизвестном направлении. Тем временем Гекко-2 похищает невесту Аргая Энжел, и предлагает Чёрной Королеве продать невесту принца на рынке невольников в Аравии, чтобы её никто никогда не нашёл. Оскар и Муни находят монаха Тича без сознания и приведя того в чувство, обнаруживают похищение Энжел. Аргаю, Барнаби и Арнадо удается бежать из тюрьмы, и попрощавшись с тамплиером отправляются в Петру. Уже в ущелье Барнаби берут в плен стражники ордена Фальконета, а Аргай попадает в ловушку где сражается с чудовищем и побеждает его с помощью нового меча и забирает кубок. После друзья снова встречаются, и Аргай решает остаться с монахом Тичем, чтобы найти Энжел, а Оскар Барнаби и Муни возвращаются обратно в Нью-Йорк 2075 года. 
- Глава X. Алиаша

Чёрная Королева собирается отдать Энжел султану Айфару. Гекко-2 приходит на аудиенцию с султаном и предлагает совместный союз с Ореалой, на что султан посоветовавшись с начальником стражи Алибаном решил приготовить капкан для Ореалы, чтобы получить власть над Западом. Аргай, Оскар и Барнаби приходят на рынок невольников, и знакомятся с местным жителем по имени Мозди, который соглашается провести принца с детективами до дворца Айфара. Тем временем Чёрная Королева с помощью зелья пробуждает тело Энжел. Ночью Гекко-2 приводит Энжел во дворец султана, но тому не понравился её взгляд, и он приказывает Алибану избавиться от неё. Чёрная Королева злится на султана, и делает так, чтобы султан навсегда исчез. Аргай сталкивается с Алибаном, с которым ему довелось столкнуться в городе, и выходит победителем из схватки с ним. Аргай с Энжел на руках, Оскар и Барнаби сбегают от Гекко-2 и злобных гномов, но сталкиваются с колдовством Чёрной Королевы, но успевают спастись благодаря монаху Тичу, которого вместе с Энжел Аргай с друзьями забирают с собой в XXI век.
- Глава XI. Туман над Венецией

Барнаби с Аргаем отправляются за четвёртым ингредиентом. Тем временем Чёрная Королева дает полиции ориентировки на разыскиваемых ею врагов и приказывает уничтожить чайна таун а также сажает свой флагман на полицейское кольцо над Нью-Йорком. Монах Тич покидает убежище мистера Чу с целью подышать воздухом и попадает в руки полиции. Хаксли успевает сесть в свою машину забрать Энжел и ингредиенты и переместиться в офис Лайтбалба прежде чем антикварную лавку также подвергнули уничтожению. В это время Барнаби и Аргай оторвавшись от погони Гекко-2 и гномов встречаются с Атенором который дает героям пергамент с инструкцией как использовать все ингредиенты если те собраны все вместе. Принц с детективом снова сталкиваются с Гекко-2 и его приспешниками но благодаря Капитану Аргаю с Барнаби удается уйти победителями после короткой схватки.
- Глава XII. Побег монаха Тича

Чёрная Королева готовит капкан для Аргая так как он попытается спасти монаха Тича. Тем временем принц с друзьями узнают что пятый элемент для лекарства Энжел чёрное золото является нефтью которая была ценной в конце XX века. Паша дает Капитану, Аргаю и Барнаби катер чёрной гвардии чтобы те смогли незаметно проникнуть на флагман Королевы. Оскар Лайтбалб и Муни отправляются в 1250 год чтобы доставить Энжел обратно где она жила а Хаксли подбирает код чтобы ложный катер на котором находятся Капитан с Аргаем и Барнаби беспрепятственно пропустили. В 1250 году Оскара и Муни берут в плен варвары и хотят заживо сжечь на костре но детективов спасает монах который отводит к настоятелю монастыря Тирлоха Грегори. В это время Аргай и Барнаби сталкиваются с Чёрной Королевой, Гекко-2 и гномами и та на глазах принца и детектива убивает монаха Тича который перемещается обратно в 1250 год благодаря чему Оскар Лайтбалб делает вывод что умереть можно только в своей эпохе чем вызывает недоумение со стороны монахов Тирлоха. Аргай с Барнаби убегая от гномов и Гекко-2 непроизвольно устраивают пожар из отраженного луча часами Барнаби и чем вызывают взрыв уничтоживший флагман Чёрной Королевы и Гекко-2. Аргай и Барнаби связываются с Оскаром и Муни узнают что монах Тич жив а также о том что на одежде принца и помощника детектива остались следы нефти благодаря чему у друзей уже есть пятый элемент.
- Глава XIII. Зачарованный лес

Чёрная Королева перемещается в 1250 год и встречает там Гекко который предпочел вернуться в средние века так как его Королева нашла замену на что та говорит ему что её флагман уничтожен вместе с его заменой. Тем временем Аргай и детективы узнают что шестым ингредиентом являются некие слезы феи и отправляются в 1250 год. Чёрная Королева узнает у Люцифера что принц со своими друзьями направляются в зачарованный лес. Гекко с гномами ловят отделившихся Аргая с Барнаби и приводят в заброшенный замок королевы Ореалы где Чёрная Королева превращает тело помощника детектива за исключением его головы в статую а принца делает маленького роста и запирает того в клетке для птиц. Лайтбалб и Муни встречают лесного духа и тот дает им три предмета которые советует тем не потерять их иначе они никогда больше не увидят своих друзей. Добравшись не без приключений до Аргая и Барнаби Оскар и Муни дают им два предмета зелья которые возвращают тех в прежнее состояние а также благодаря третьему предмету ключу перемещаются к машине времени и там вчетвером вместе снова встречаются с лесным духом и тот дает принцу в маленькой бутылочке звездную пыль которые оказываются слезами Энжел. Появляется Чёрная Королева и принц с друзьями успевают отправиться обратно в 2075 год.
- Глава XIV. Страна кельтов

Аргай с друзьями отправляются в 1250 год в Шотландию чтобы разыскать омелу. Чёрная Королева тем временем проникает в тело жестокого правителя кельтов лорда Крашли и приказывает Гекко возглавить армию кельтов с целью  сжечь дома и найти друидов которые знают как раздобыть омелу. Принц с детективами встречаются с друидом Вуганом который просит вытащить из тюрьмы Джейсона. На спасение Джейсона отправляются Аргай с Барнаби но во время спасения принца окружают солдаты Лорда и Аргаю приходится сражаться с Крашли который как оказалось был личиной Чёрной Королевы. Аргаю удается сбежать но теряет сознание из за колдовства Королевы и его успевают  спасти друиды. Джейсон убивает предателя Кирка который выдал того ранее и объявляет всем что он новый лорд кельтов. Аргай с друзьями возвращаются в 2075 год.
- Глава XV. Цветок лотоса
- Глава XVI. Пустыня Авиканго
- Глава XVII. Монастырь Тирлоха
- Глава XVIII. Рыцарский турнир
- Глава XIX. Побег
- Глава XX. Дикая орхидея
- Глава XXI. Священная жемчужина
- Глава XXII. Кадильница
- Глава XXIII. Фея Мелузин
- Глава XXIV. Белая дама
- Глава XXV. Энжел
- Глава XXVI. Последний бой

## Герои сериала

### Главные герои и антагонисты
- Аргай (Argaï) — принц Тирлоха, сын короля Хара. Главный протагонист мультсериала. Благородный и отважный рыцарь, беззаветно преданный друзьям и готовый на все, чтобы спасти свою невесту от колдовства.
- Энжел (Angèle) — невеста принца Аргая, юная пастушка, заколдованная королевой Ориалой. Ангел из древнего пророчества.
- Оскар Лайтбалб (Oscar Lampoule) — частный детектив из 2075 года, согласившийся помочь Аргаю. Пожилой коротышка в неказистом костюме, Оскар, однако, наделен живым умом и потрясающей дедукцией. Стал для Аргая незаменимым помощником и другом.
- Барнаби (Barnabé) — помощник Оскара. Веселый, но несколько неуклюжий парень. Отлично разбирается в технике, мастерски стреляет из пистолета. Часто сопровождает Аргая в его приключениях.
- Мисс Мун (Miss Moon) — секретарша Оскара. Несколько капризная и своенравная, но не раз спасала своих друзей в сложных ситуациях.
- Ореала/Чёрная королева (la Reine noire/Oriale) — главная антагонистка мультсериала и правая рука Люцифера. В прошлом - предводительница и королева варваров, а теперь - безжалостный диктатор и властительница всей Земли и всей вселенной, за исключением созвездия Орфея. Сохраняет бессмертие при помощи колдовства, отнимая у девушек их молодость и красоту. Всеми силами пытается помешать Аргаю и его друзьям. Если хоть одна девушка проснётся или погибнет, то она может умереть.
- Гекко (Guekko) — колченогий и одноглазый карлик, слуга Ореалы, служивший ей на протяжении 825 лет, а также являющейся вторым после Чёрной королевы командующим армией солдат-киборгов в 2075 году. Коварный и жестокий, но очень предан своей госпоже и ревнует, когда у неё появляются другие помощники, а также является владельцем уникального пистолета, который стреляет тёмно-зелёного цветом лазером.
- Гекко-2 (Guekko-2) — механический клон, киборг, созданный доктором Заркилом после того, как старый Гекко не справился с заданием. Он также владеет уникальным пистолетом, который стреляет синего цвета лазером.
- Гномы — мелкие, вооруженные, злобные чудовища, обычно сопровождающие Гекко, Гекко-2 и Чёрную Королеву.

### Второстепенные герои
- Хар (Khar) — король Тирлоха, отец Аргая, после разгрома варварами королевы Ореалы он с немногочисленным оставшимся войском вынужден был отправиться в Египет для того чтобы принять участие в Седьмом крестовом походе.
- Арнадо Бодекур — рыцарь ордена тамплиеров, плененный во время Седьмого крестового похода, воевавший на стороне короля Хара. Вместе с Аргаем и Барнаби он оказывается на свободе и вынужден был расстаться со своими новыми друзьями, так как, находясь в неволе, он лишился сил.
- Белая дама (La Dame blanche) — хозяйка замка, чья дочь стала жертвой королевы Ореалы в 1187 году. Умерла от горя и стала блуждающим призраком. Подсказала друзьям заклинание, чтобы вызвать Мерлина.
- Лорд Артемис — правитель Аквитании, друг отца Аргая.
- Джейсон — новый правитель кельтов после свержения лорда Крашли.
- Вуган —  один из друидов, помогает Аргаю и его друзьям получить для противоядия омелу.
- Принцесса Лорелай — в 2075 году она правит мятежной планетой в созвездии Орфея, которую армия Чёрная Королева не смогла покорить.
- Гектор — исследователь снов, а также неофициально занимается исследованиями мозга, старый знакомый Оскара, именно по его просьбе он стирает частному детективу часть памяти про принца Аргая а подсказывает о местонахождении Хаксли Барнса.
- Паша (Pacha) — китаец, криминальный босс Нью-Йоркского чайнатауна, враг Чёрной королевы, знакомый с Оскаром, и помогающий Аргаю.
- По (Pow) — слуга Паши.
- Капитан Билли (Captain Billy) — лучший пилот из флота Паши, подросток, умеет летать на чём угодно.
- Хаксли Барнс (Huxley Barnes) — старый друг Оскара, который изобрел машину времени и узнал правду в прошлом, за что и поплатился двадцатилетним пребыванием на планете-тюрьме F-107.
- Атенор — хранитель величайших сокровищ Венеции, который дает Аргаю и Барнаби таинственный пергамент, являющимся одним из тринадцати ингредиентов к противоядию.
- Брэд — пилот, который совершает облет пустыни Авиканго на старом планере, и который помогает Барнаби найти то самое место, где находился манускрипт.
- Отец Грегори (Father Gregory) — аббат монастыря в Тирлохе, благодаря которому книга пророчеств была спасена от варваров королевы Ореалы.
- Монах Тич (Brother Teach) — толстый глуповатый монах, воспитатель и второй отец Энжел.
- Мерлин — могущественный волшебник. Был призван для пробуждения Энжел.
- Профессор Заркилл — ученый на службе Чёрной королевы. Специалист по клонированию и роботам\киборгам, а также копированию личности - создал вначале механического клона Гекко, потом клона Оскара, а затем и клона Энжел (за кадром).
- Султан Айфар — жестокий и алчный правитель Аравии и всего Ближнего Востока, который пропадет без вести в 1250 году.
- Алибан — капитан стражи султана и очень опасный человек. Упал с большой высоты насмерть во время сражения с Аргаем.
- Лорд Крашли — злой и жестокий правитель кельтов, которого ненавидели все, в том числе его собственные солдаты, и который в 1250 году становится телесной оболочкой для Чёрной Королевы.
- Аджиба — в 2075 году жестокий тиран, царь и правитель африканской пустыни Авиканго.
- Безымянный начальник тюрьмы на планете F-107 —  главный надзиратель, соблюдающий правила и встречающий вновь прибывших заключенных на вверенной ему планете F-107.
- Люцифер — огненный враг рода человеческого, помогающий злой королеве советами и подсказками, а также рассказавший ей о цели принца Аргая.
- Слепой трактирщик — коварный старик, верный королеве Ориале. Благодаря его стараниями Аргай и Барнаби чуть было не оказались в когтях злодейки.

## Совпадения и несоответствия
На сегодняшний день официально неизвестно, какой именно предмет представляет собой Святой Грааль, а также кто его охранял (орден Фальконета является художественным вымыслом).
В 1250 году крестоносцы действительно принимали участие в Седьмом крестовом походе, и, в одной из основных битв, они потерпели поражение.
Варвары в 1250 году, которые разгромили войско короля Хара, скорее всего уже не существовали в XIII веке. Но также не исключено, что этими варварами могли быть разбойники и грабители с большой дороги, а также бывшие рыцари проживавшие ранее в других королевствах которые королева Ореала успела разгромить до 1250 года.
Также варвары являются прообразом варяг существовавших в IX—XII веках.

## Отсылки и совпадение с литературой и другими кинокартинами
Полицейские и гвардия Чёрной Королевы являются адаптацией из сказочной повести Александра Мелентьевича Волкова Урфин Джюс и его деревянные солдаты.
Механический киборг Гекко-2 которого создал доктор Заркилл на замену старому Гекко адаптированы из книги и фильма Приключения Электроника.

## Озвучивание

### Оригинальное озвучивание
- Бруно Хоэль — Аргай
- Мари-Кристин Адам — Чёрная королева (Ореала)
- Кристиан Алер — Оскар Лайтбалб
- Бенуа Аллемане — Паша
- Жан Барни — король Хар
- Анри Лабюсьер — Хаксли Барнс
- Патриция Легран — мисс Мун
- Кристоф Пейру — Гекко
- Лора Прежан — Энжел
- Патрик Прежан — Барнаби
- Мишель Винье — Люцифер